# MedHelp
MedHelp (AyudaMedica/ MediAyuda) es una corporación privada americana fundada en febrero de 1994. MedHelp es pionera en el ámbito de los consumidores de información sobre salud así como otras comunidades virtuales, antecesora a WedMD, Microsoft o Yahoo!.

## Reseña
MedHelp se asocia con médicos de hospitales e instituciones de investigación médica para generar foros de discusión en-línea sobre más de 80 temas relacionados con cuidados de salud.
En agosto de 2008, MedHelp fue ubicaba en el lugar 3,695 en el Alexa Internet con tres meses de tráfico virtual en rankings. Este puesto fue otorgado considerando todos los lugares virtuales en la World Wide Web obteniendo 5 millones de visitantes virtuales cada mes interesados única y exclusivamente en MedHelp.

## Historia

### 1993 - 1994: Orígenes
Los fundadores de MedHelp, Cindy Thompson y Phil Garfinkel, se conocieron en diciembre de 1993 mientras realizaban investigación dentro del foro Med-Sig de CompuServe. Ambos tenían familiares que habían luchado en contra de enfermedades con peligro de muerte. 
Ellos discutieron sus dificultades al tratar de obtener información médica en terminología cotidiana. Cindy mencionó que uno de sus sueños era crear un servicio donde los pacientes serían capaces de estar en contacto con los mejores médicos y científicos, quienes podrían contestar preguntas específicas con respecto a sus diagnósticos utilizando terminología cotidiana. De acuerdo con esa visión, ellos incorporaron la compañía el 14 de febrero de 1994 y lanzaron el sistema de tableros de discusión de MedHelp el primero de abril de 1994 con una computadora 386, dos módems, y dos líneas telefónicas.

### 1995-presente: Crecimiento
En 1995, MedHelp actualizó su sistema de tableros de discusión de modo que también pudiera ser accedido por los nuevos navegadores del Internet. En ese momento, solamente pocas instituciones como la Universidad de Iowa y la Escuela de Medicina de la Universidad de Columbia tenían información sobre la salud en Internet. El Instituto Nacional del Cáncer de los Estados Unidos tenía una presencia por medio de FTP, pero no una presencia en Internet.
Para agosto de 1995, MedHelp tenía cerca de 38,000 visitas al mes. MedHelp continuaba creciendo y para mayo de 2007 MedHelp tenía 3.25 millones de visitas únicas al mes.

## Operaciones

### Foros
MedHelp tiene 2 tipos de foros - "Pregúntale a un Doctor" y "Comunidades sobre la Salud" sobre más de 80 temas de asistencia médica incluyendo adicciones, alergias, cáncer, cirugía plástica, condición física, contención del dolor, corazón, dermatología, enfermedades de transmisión sexual, gastroenterología, ginecología, hepatitis, neurología, odontología, ortopedia, otorrinolaringología, pérdida de peso, preparación para desastres, salud de las mujeres, salud de mascotas, urología, y VIH. Los foros son moderados por MedHelp.
En los foros "Pregúntale a un Doctor", los usuarios pueden hacer preguntas a especialistas médicos de las instituciones asociadas a MedHelp como la Academia Americana de Oftalmología, Partners HealthCare, The Cleveland Clinic, el Centro Nacional Judío de Medicina e Investigación, la Fundación de Investigación de Diabetes Juvenil, el Departamento de Obstetría y Ginecología de la Universidad del Sur de la Florida. 
En los foros "Comunidades sobre la Salud", los usuarios hacen preguntas, comentarios, y obtienen respuestas y apoyo por parte de otros usuarios.

### Modelo de ingresos
MedHelp indica que su modelo de negocios está basado en anuncios, y los publicistas pueden comprar anuncios directamente a MedHelp o a través de socios como Google.